# Gaston Goetgeluck
Gaston Goetgeluck fue un deportista belga que compitió en remo. Ganó tres medallas en el Campeonato Europeo de Remo, en los años 1901 y 1902.

## Palmarés internacional
| Campeonato Europeo | Campeonato Europeo    | Campeonato Europeo | Campeonato Europeo |
| Año                | Lugar                 | Medalla            | Prueba             |
| ------------------ | --------------------- | ------------------ | ------------------ |
| 1901               | Zúrich (Suiza)        | Medalla de oro     | Ocho con timonel   |
| 1902               | Estrasburgo (Francia) | Medalla de oro     | Ocho con timonel   |
| 1902               | Estrasburgo (Francia) | Medalla de bronce  | Cuatro con timonel |